# Santa Prisca
Templo de Santa Prisca er en stor kirke er i byen Taxco i Mexico. Den blev bygget af sølvbaronen José de la Borda fra februar 1751 til december 1758. Dette er et af de flotteste eksempler på churriguresco-stilen, den sidste fase af mexikansk barok.
18°33′23″N 99°36′17″V / 18.556301°N 99.604588°V